# Nepenthes paniculata
Nepenthes paniculata este o specie de plante carnivore din genul Nepenthes, familia Nepenthaceae, ordinul Caryophyllales, descrisă de Danser. Conform Catalogue of Life specia Nepenthes paniculata nu are subspecii cunoscute.